# Карвико
Карвико (итал. Carvico) — коммуна в Италии, находится в регионе Ломбардия, подчиняется административному центру Бергамо.
Население составляет 4141 человек, плотность населения составляет 1035 чел./км². Занимает площадь 4 км². Почтовый индекс — 24030. Телефонный код — 035.
Покровителем коммуны почитается святитель Мартин Турский, празднование 11 ноября.

## Города-побратимы
- Карвен, Франция